# إصلاح تنظيمي
يُشير الإصلاح التنظيمي (بالإنجليزية: Regulatory reform)‏، إلى التحسينات في جودة التنظيم الحكومي.
على المستوى الدولي، يهدف برنامج الإصلاح التنظيمي لمنظمة التعاون والتنمية في الميدان الاقتصادي (OECD) إلى مساعدة الحكومات على تحسين الجودة التنظيمية - أي إصلاح الأنظمة التي تثير عقبات غير ضرورية أمام المنافسة والابتكار والنمو، مع ضمان أن تخدم اللوائح أهدافًا اجتماعية مهمة.
الإصلاح التنظيمي هو تطور موازٍ إلى جانب إزالة القيود التنظيمية. يشير الإصلاح التنظيمي إلى البرامج المنظمة والمستمرة لمراجعة اللوائح بهدف تقليلها وتبسيطها وجعلها أكثر فعالية من حيث التكلفة.